# Sobreeixidor
|  | No s'ha de confondre amb assut. |

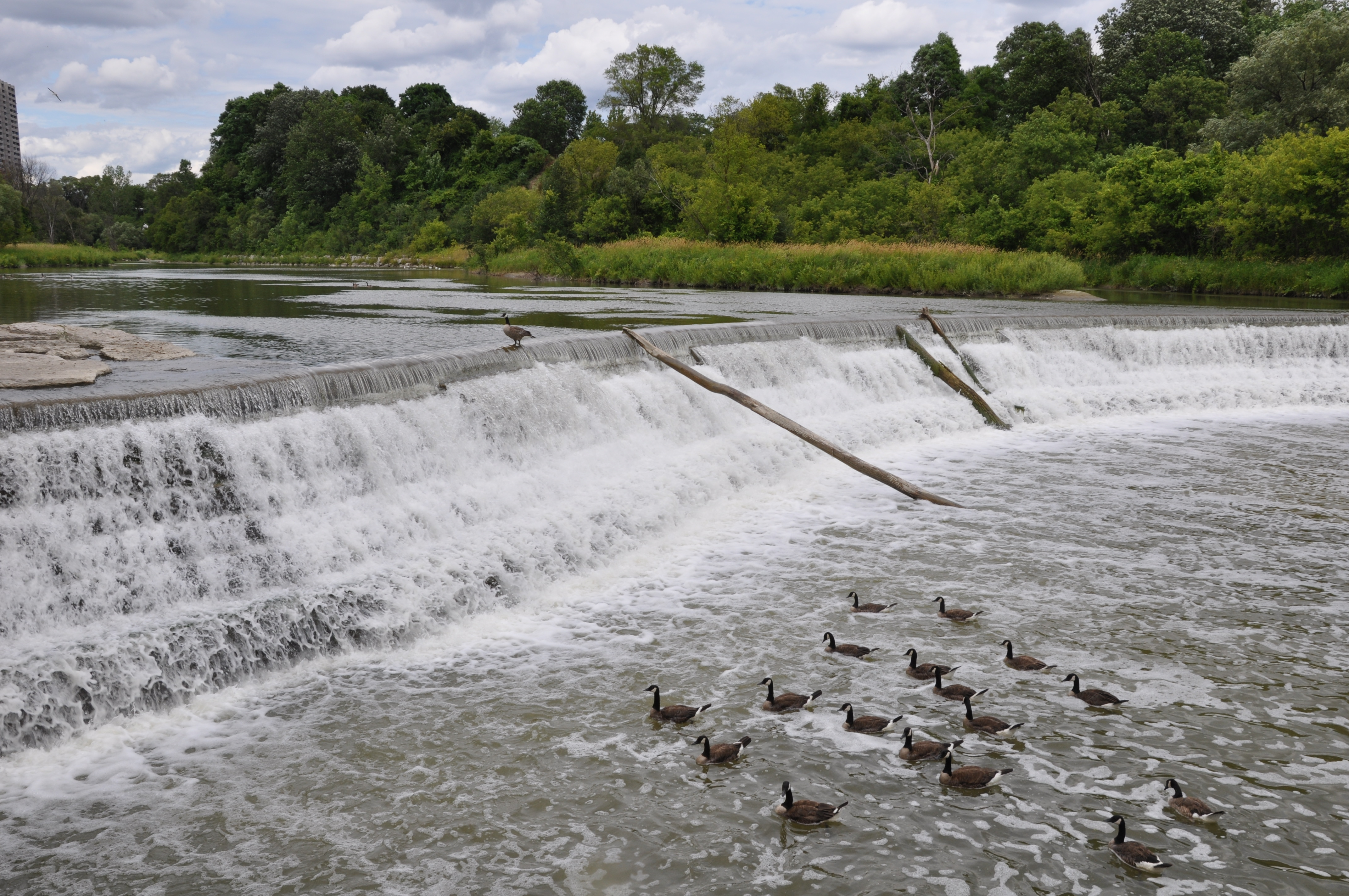
Sobreeixidor en el riu Humber prop del Parc Raymore a Toronto, Canadà

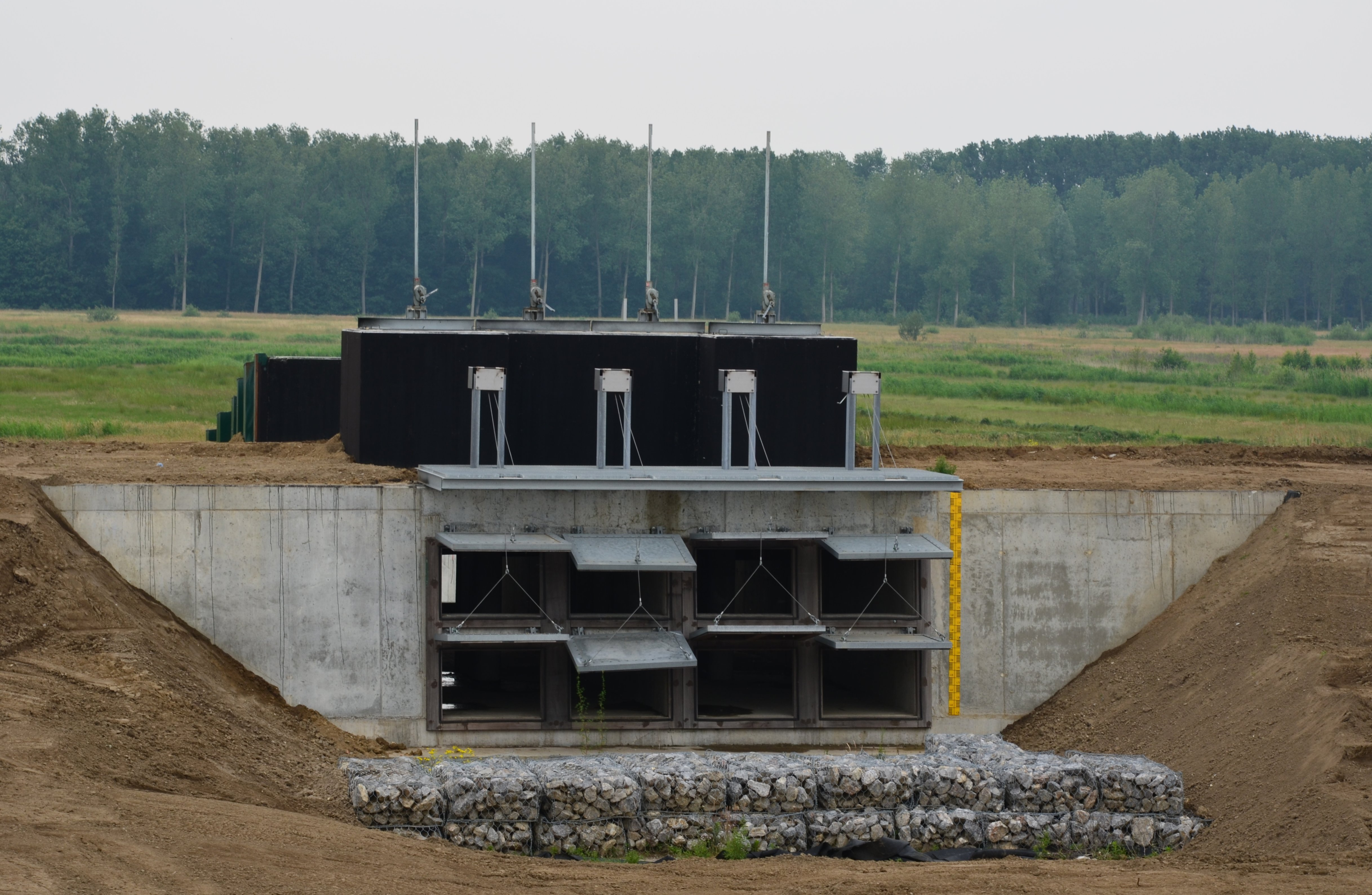
Sobreeixidor a l'antic pòlder de Rupelmonde

En hidrologia, un sobreeixidor (o mur de desguàs), és una barrera a través de l'amplada horitzontal d'un riu que altera les característiques del flux de l'aigua, alentint-ne la velocitat i que generalment causa un canvi en l'alçada del nivell del riu que es precipita cap a la part més baixa (ressalt hidràulic). Hi ha molts dissenys de sobreeixidor, però el comú denominador és aquell en que l'aigua flueix lliurement a la part superior de la cresta del rasant abans d'arribar a un nivell més baix; ben calibrat s'empra per a mesurar el cabal d'aigua que hi circula.
Com sobreeixidor d'una presa, és una estructura hidràulica destinada a propiciar el pas, lliure o controlat, de l'aigua en les escorrenties superficials d'un flux d'aigua o d'una presa, sent emprat en aquest cas, com a sobreeixidor exclusiu per al desguàs i no per al mesurament del flux que circula. N'hi ha de diversos tipus segons la forma i ús que se'n faci, de vegades de forma controlada i altres vegades com a mesura de seguretat en cas d'una tempesta en una presa.

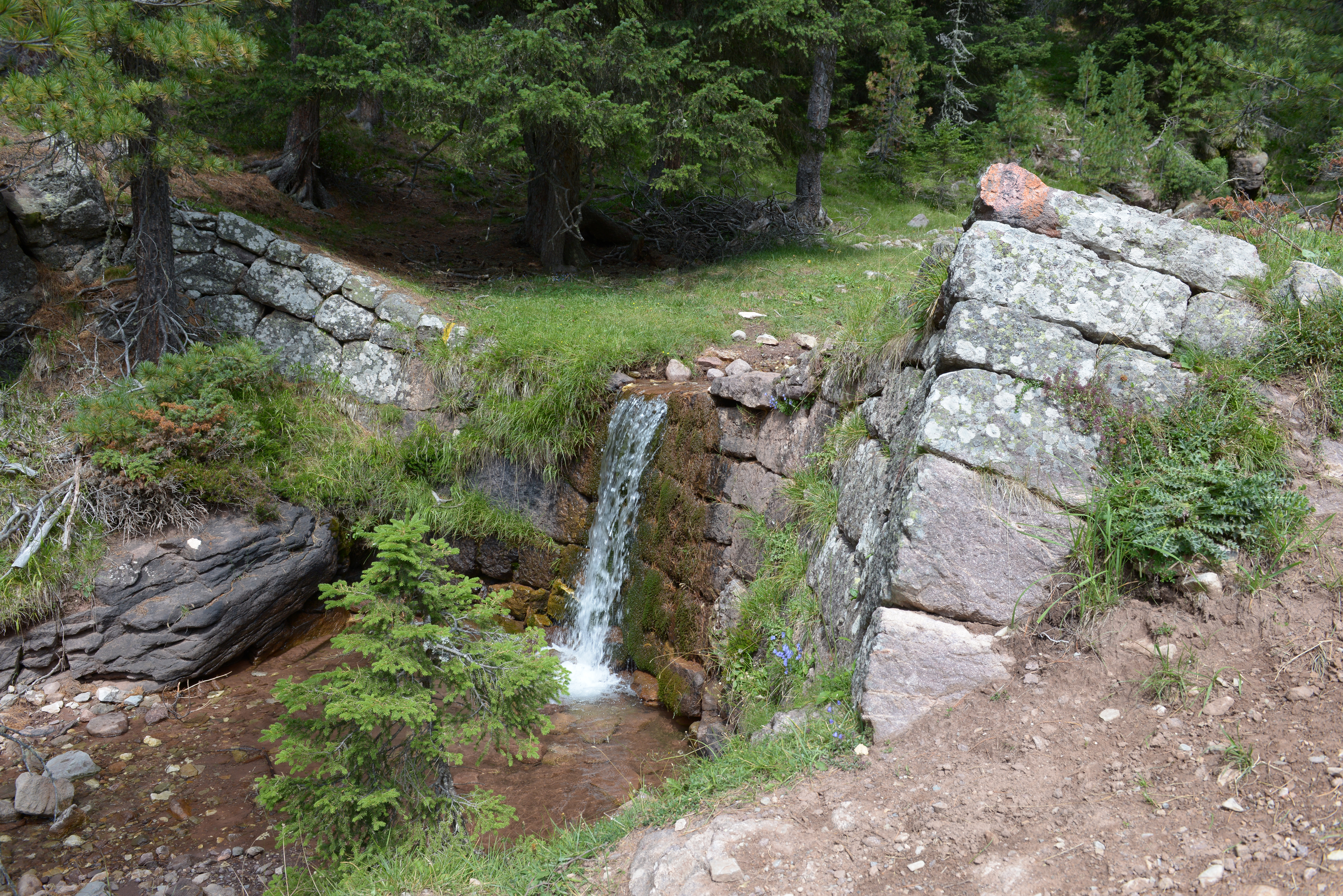
Sobreeixidor del s.XIX als Alps.

## Funcions

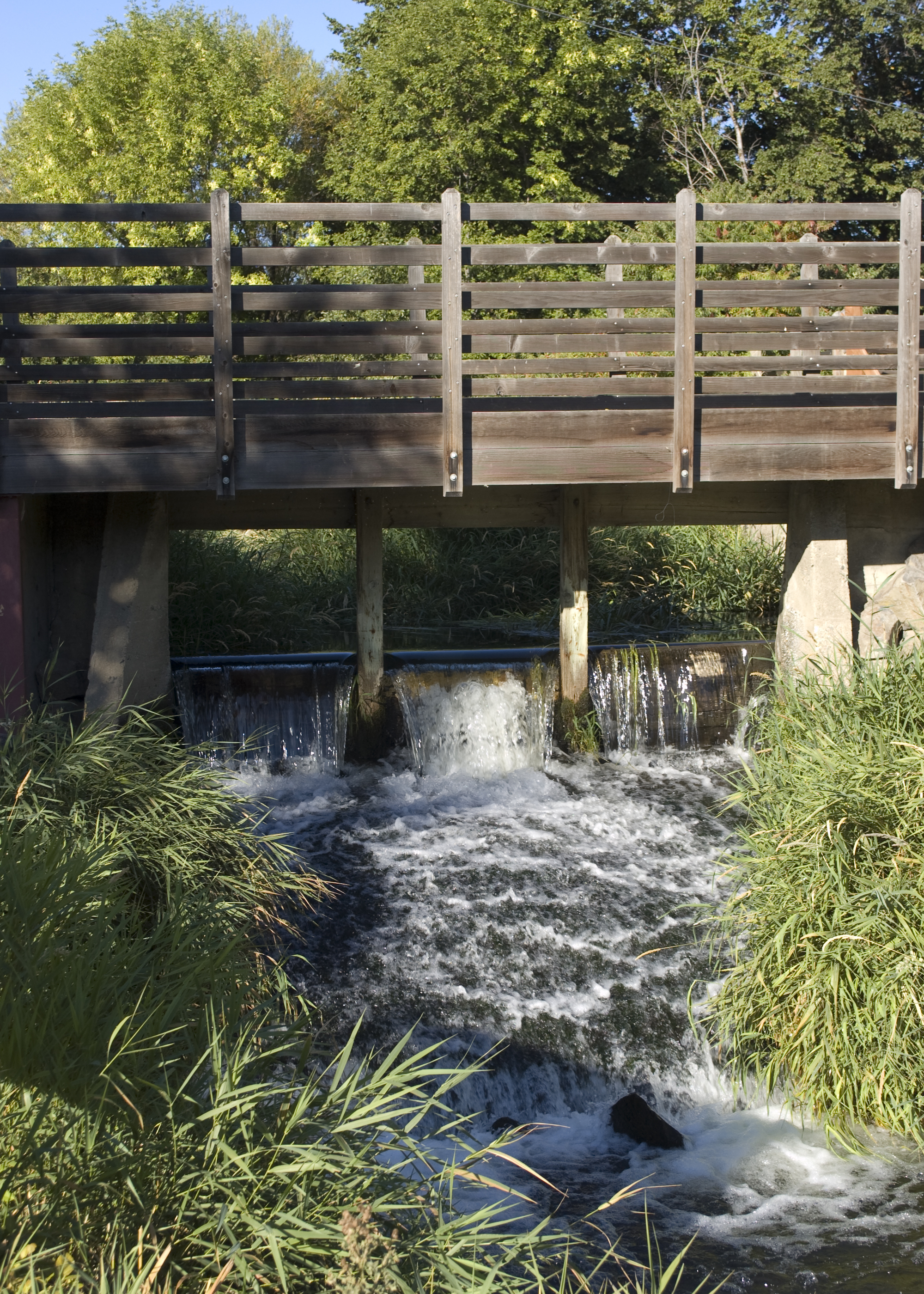
Un sobreeixidor a Thorp, Washington, USA

Els sobreeixidors s'utilitzen habitualment per evitar inundacions, mesurar l'abocament d'aigua i ajudar a fer que els rius siguin més navegables en vaixell. En alguns llocs, els termes presa i sobreeixidor poden ser sinònims, però normalment hi ha una clara distinció entre ambdues estructures. Normalment, una presa està dissenyada específicament per a emmagatzemar l'aigua en un embassament, mentre que un sobreeixidor està dissenyat per alterar les característiques del flux del riu.
Una distinció comuna entre presa i sobreeixidor és que l'aigua flueix per la part superior (cresta) d'un sobreeixidor o per sota d'ella, com a mínim, en alguna part de la seva longitud. En conseqüència, la cresta d'un sobreeixidor en una presa gran pot ser considerada com un malbaratament. Els sobreeixidors poden variar en les mides, tant en l'horitzontal com en la vertical, el més petit pot tenir només uns centímetres d'alçada, mentre que el més gran pot ser de centenars de metres de longitud i molts metres d'alçada. Alguns objectius pràctics genèrics es detallen a continuació.

### Sobreeixidor com a element d'una presa

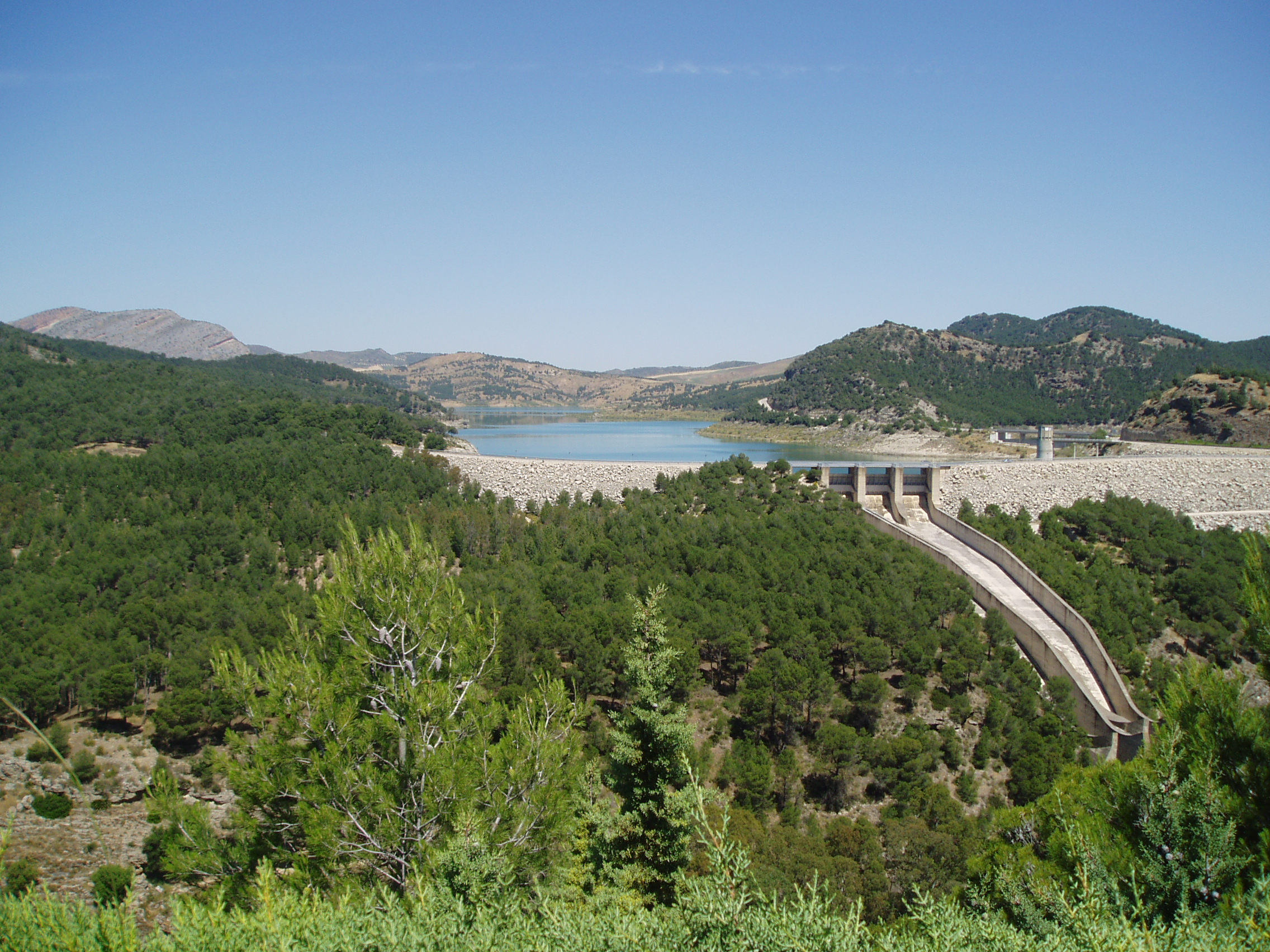
En les preses de materials solts el sobreeixidor es disposa fora del cos de presa per raons de seguretat, a la foto la presa de Guadalhorce, Màlaga, (Espanya).

Té diverses finalitats entre les quals es poden destacar:
- Garantir la seguretat de l'estructura hidràulica, al no permetre l'elevació del nivell, aigües amunt, per sobre del nivell màxim (nivell d'aigües màximes extraordinàries; abreujat: NAME) (vegeu: Embassament).
- Garantir un nivell amb poca variació en un canal de reg, aigües amunt. Aquest tipus de sobreeixidor es diu «bec d'ànec» per la seva forma.
- Formar part d'una secció d'aforament del riu o rierol.
- Dissipar energia perquè la devolució al llit natural no produeixi danys. Això es fa mitjançant salts, trampolins o bols.

En una presa es denomina sobreeixidor la part de l'estructura que permet l'evacuació de les aigües, ja sigui de forma habitual o per controlar el nivell màxim del reservori d'aigua.
Deixa descarregar les aigües properes a la superfície lliure de l'embassament, en contraposició amb la descàrrega de fons, la forma estàndard que permet la sortida controlada d'aigües dels estrats profunds de l'embassament.

### Sobreeixidor com a element d'un canal

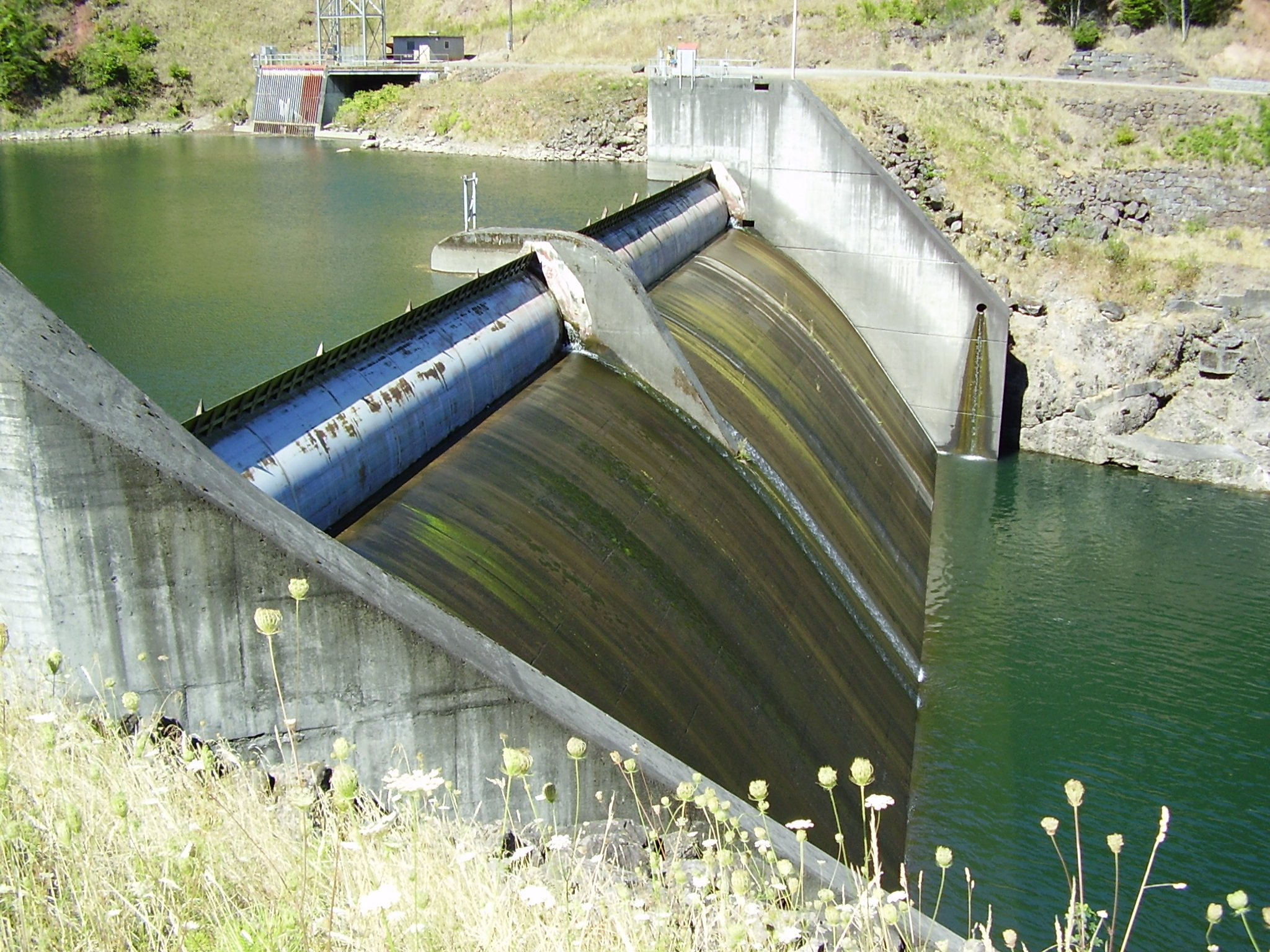
Sobreeixidor de la presa Faraday, riu Clackamas, Oregon.

Els sobreeixidors s'usen conjuntament amb les comportes per tal de mantenir un riu navegable o per proveir el nivell necessari a la navegació. En aquest cas, el sobreeixidor està construït significativament més llarg que l'ample del riu, formant una «O» o una línia recta perpendicular al pas. Atès que el sobreeixidor és la part on l'aigua es desborda, un sobreeixidor llarg permet deixar passar una major quantitat d'aigua amb un petit increment en la profunditat de vessament. Això es fa amb la finalitat de minimitzar les fluctuacions del nivell del riu aigües amunt.

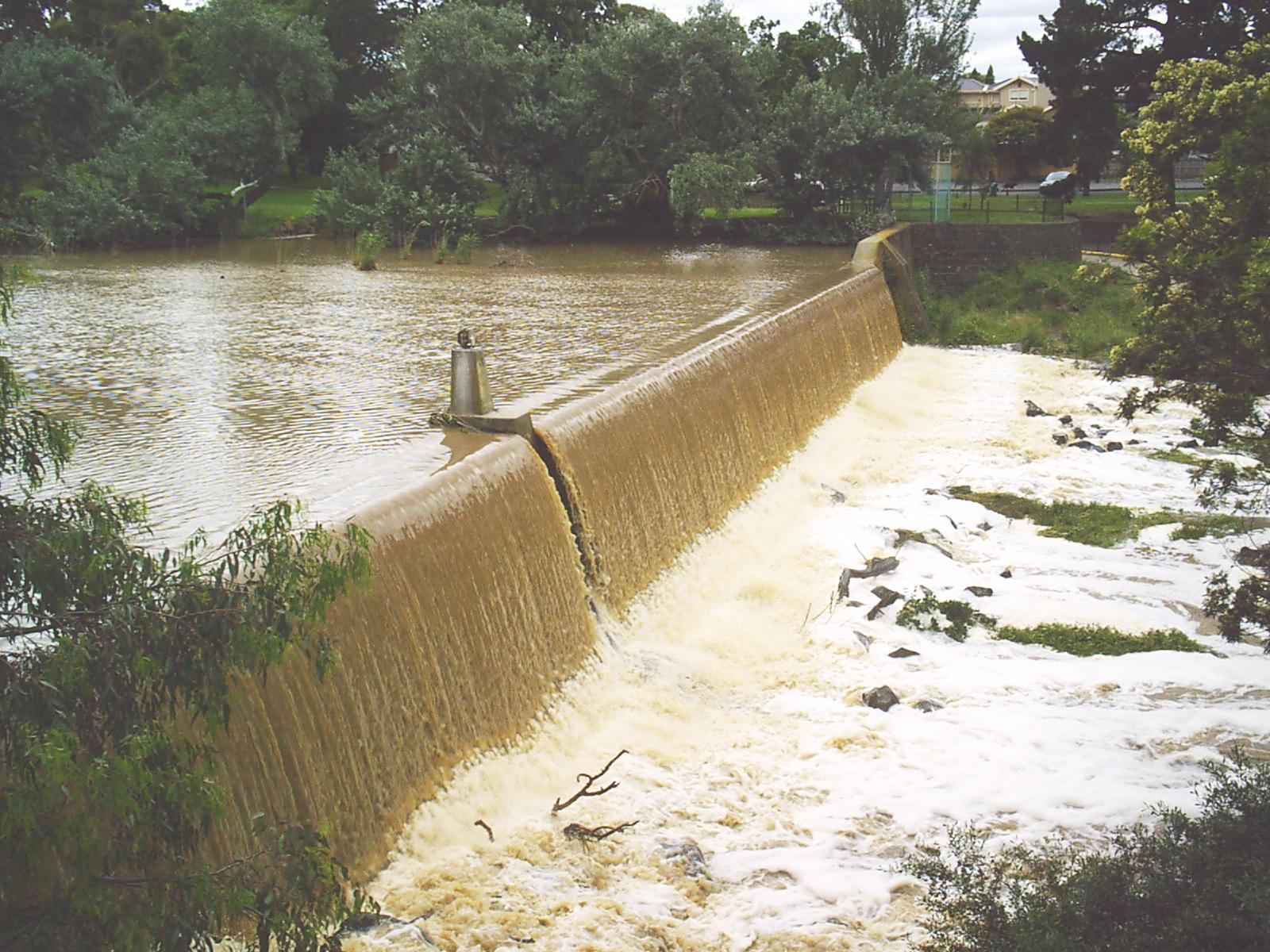
El sobreeixidor de Coburg Lake a Victoria (Austràlia) després d'una inundació.

Els sobreeixidors permeten als hidròlegs un mètode simple per poder mesurar el cabal dels fluxos d'aigua. Coneguda la geometria de la zona alta de el sobreeixidor i el nivell de l'aigua sobre el mateix, es pot saber el moment en què l'aigua passa de règim lent a ràpid, arribant al calat crític, a la part alta del sobreeixidor de paret gruixuda.
Els sobreeixidors són molt utilitzats en els rius per a mantenir el nivell de l'aigua i poder-los aprofitar com a zona de navegació i d'esplai. Els molins hidràulics solen utilitzar les preses per a fer pujar el nivell de l'aigua i aprofitar el salt per moure les turbines.
Atès que un sobreeixidor incrementa el contingut en oxigen de l'aigua que passa sobre la cresta, pot generar un efecte benèfic en l'ecologia local del riu. Una represa redueix artificialment la velocitat de l'aigua, fet que pot incrementar els processos de sedimentació, aigües amunt; i un increment de la capacitat d'erosió aigües avall. La represa on se situa el sobreeixidor, en crear un desnivell, representa una barrera per als peixos migratoris, que no poden saltar d'un nivell a l'altre.

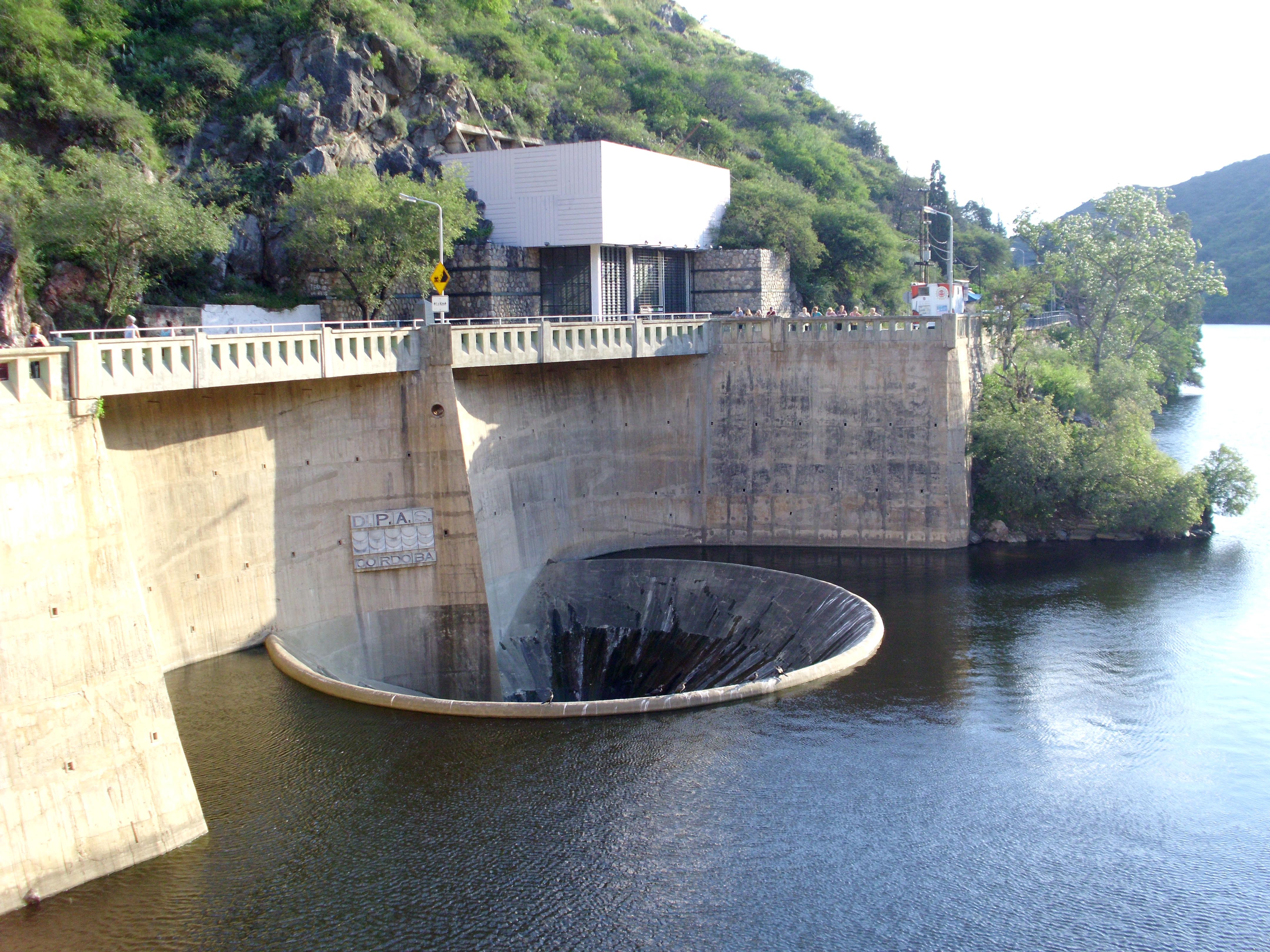
Sobreeixidor tipus Tulipa de la represa Dic Sant Roque, a Córdoba, Argentina

## Classificacions
Els sobreeixidors poden ser classificats de diverses formes:
- Per la seva localització amb relació a l'estructura principal:
  - Sobreeixidors frontals
  - Sobreeixidors laterals
  - Sobreeixidors tulipa; aquest tipus de sobreeixidor se situa fora de la presa i la descàrrega pot estar fora del llit aigües avall. (Sobreeixidor tulipa descarregant aigua)
- Des del punt de vista com a instruments per al control del cabal :
  - Sobreeixidors lliures, sense control.
  - Sobreeixidors controlats per comportes.

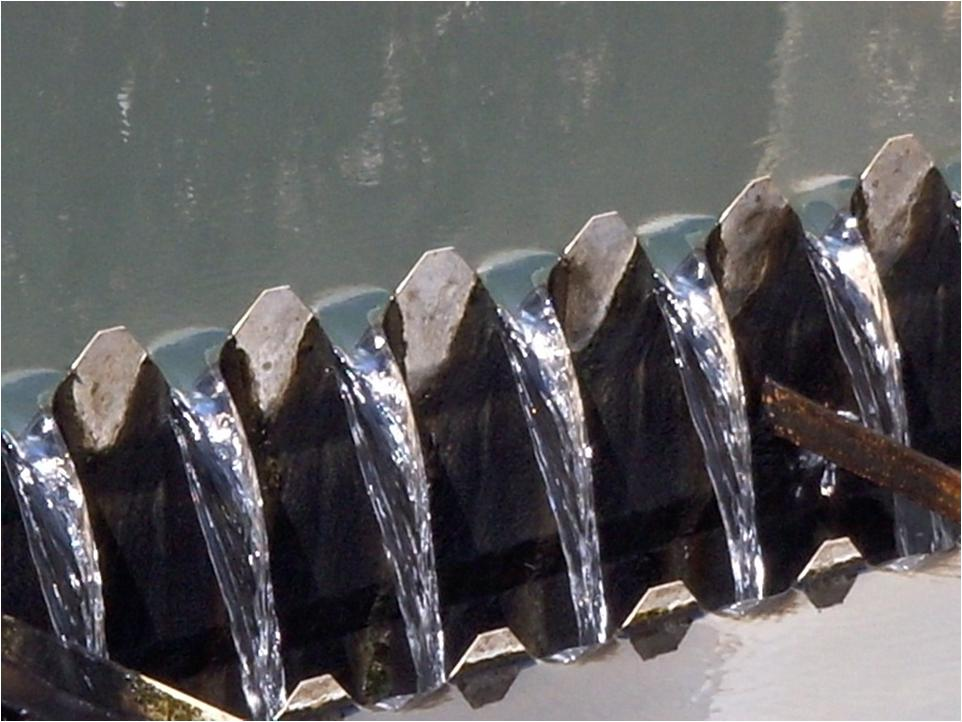
Sobreeixidor en un decantador d'una planta de tractament de potabilització a Hondures.

- Des del punt de vista de la paret on es produeix el desguàs:
  - Sobreeixidor de paret prima
  - Sobreeixidor de paret gruixuda
- Des del punt de vista de la secció per la qual es produeix el desguàs:
  - Rectangulars
  - Trapezoïdals
  - Triangulars
  - Circulars
  - Lineals, en aquests el cabal abocat és una funció lineal del tirant d'aigua sobre la cresta
- Des del punt de vista del seu funcionament, en relació al nivell aigües avall:
  - Sobreeixidor lliure, no influenciat pel nivell aigües avall
  - Sobreeixidor ofegat

- Des del punt de vista de la seva funció principal
  - Descàrrega d'excés, permetent la sortida de l'excés d'aigua de les represes, ja sigui en forma lliure, controlada o mixta, en aquest cas, el sobreeixidor és també conegut com a sobreeixidor. Aquestes estructures són les encarregades de garantir la seguretat de l'obra hidràulica com un tot;
  - Com a instrument per mesurar el cabal, ja sigui en forma permanent, en aquest cas s'associa amb un mesurament i registre de nivell permanent, o en una instal·lació provisional, per aforar fonts, o deus;
  - Com a estructura destinada al manteniment d'un nivell poc variable aigües amunt, ja sigui en un riu, on es vol millorar o garantir la navegació independentment del cabal d'est; o en un canal de reg on es vulgui garantir un nivell poc variable aigües amunt, on se situa una presa per a un canal derivat. En aquest cas, es tracta de sobreeixidors de longitud major que l'ample del riu o canal. La longitud del sobreeixidor es calcula en funció de la variació de nivell que es vol permetre;
  - Com a dispositiu per permetre la sortida de la làmina superficial de l'aigua en decantadors en plantes potabilitzadores d'aigua;
  - Com a estructures de repartició de cabals;
  - Com a estructura destinada a augmentar la ventilació (oxigenació) en causes naturals afavorint d'aquesta forma la capacitat d'autodepuració de les seves aigües. En aquest cas es tracta sempre de sobreeixidors de parets gruixudes.